# Basses grilles de la Seille
Les Basses grilles de la Seille (aussi appelé pont des grilles de la Basse-Seille) est un pont fortifié situé sur la commune de Metz en Moselle (France).

## Localisation
Le pont se situe sur le Boulevard Paixhans, dans le quartier Ancienne Ville.

## Description
Il est un des derniers vestiges de la fortification médiévale de Metz, il a été construit à la fin du XIXe siècle et a été remblayé en 1911.
Il est inscrit au titre des monuments historiques par arrêté du 14 avril 1932, conjointement à la Tour des Esprits.